# Cha Kum-chol
Cha Kum-chol (* 19. Juli 1987) ist ein nordkoreanischer Gewichtheber.

## Karriere
Cha Kum-chol nahm an bei den Olympischen Sommerspielen 2008 in Peking, wo er in der Gewichtsklasse bis 56 kg den fünften Platz mit einer Gesamtleistung 283 kg erringen konnte. Für Nordkorea gewann er die Goldmedaille bei der Weltmeisterschaft 2007 mit 283 kg.